# Гдым
Гды́м — село в Ахтынском районе Дагестана.
Образует сельское поселение село Гдым как единственный населённый пункт в его составе.

## Название
Название села, Гдым (лезг. Гатум) происходит от арабского слова Кутум, что значит «тупик».

## География
Село Гдым расположено на самом юге Дагестана, в южной части Ахтынского района. Является самым высокогорным селением Ахтынского района.
Находится на берегу реки Гдымчай, притока Ахтычая, на северном склоне Главного Кавказского хребта, к северу от горы Зандак, в пяти километрах от границы с Шекинским районом Азербайджанской Республики.
Село исторически делится на кварталы: Чухур, Тетешер, Тикъишар,Самагъарар, Хахъар.
Близ села расположены урочища: Чилихъ, Эгъевже, Хенел, Цӏаилахъан, Куьней яйлах, Къузай яйлах, Алипаша, Къажал, Челеби, Тулар, Сувун яйлах, Цӏангур, а также родники: Бахтавар булах, Уьхуьндезин булах, Гьезретен булах, Вацӏун булах, Къайиханазин булах.

## История
Точная дата основания села неизвестна.
С XVII по XIX век село Гдым входило в Ахтыпаринское вольное общество, являясь частью союза сельских общин Ахтыпара-2. В составе Ахтыпары в Гдыме имелись свои аксакалы, число которых зависело от количества тухумов, так как каждый тухум избирал из своего числа аксакала для управления селом. Также в селе имелся один чавуш.
В состав Российской империи Гдым входит в 1839 году, когда село было включено в состав новообразованного Самурского округа Дагестанской области.
В 1869 году в селе проживало 473 человека, из них мужчины — 260, женщин 213. Село состояло из 57 дымов.
В 1886 году в селе проживало 610 человек.
С 1929 года в составе Ахтынского района. В 1930 году жители села приняли участие в Хновском восстании.
В годы Великой Отечественной войны на фронт ушло 19 гдымцев, из них 8 не вернулись.

## Население
| 1869 | 1886 | 1895 | 1926 | 1939 | 1959 |
| ---- | ---- | ---- | ---- | ---- | ---- |
| 473  | ↗610 | ↗641 | ↘180 | ↗205 | ↘154 |
| 1970 | 1989 | 2002 | 2010 | 2012 | 2013 |
| ↗471 | ↘435 | ↘367 | ↗388 | ↗395 | ↘377 |
| 2014 | 2015 | 2016 | 2017 | 2018 | 2019 |
| ↘358 | ↘339 | ↘329 | ↘320 | ↘316 | ↘310 |
| 2020 | 2021 | 2023 | 2024 | 2025 |      |
| ↗312 | ↘261 | ↗268 | ↗274 | ↘273 |      |

Занятость
Основным видом деятельности населения является животноводство.
Национальный состав
Все жители села лезгины, мусульмане-сунниты.
Родовые патронимы
Исторически население Гдыма делится на родовые патронимы — тухумы (лезг. сихил): Куьляр, Газанар, Заманар, Цуругъар, Мухтарар, Тетешер, Къаргъаяр, Аташар, Качалар, Къулияр, Айвазар, Меликар, Шихалияр.

## Инфраструктура
В 1972 году село было электрифицировано, а в 1982 году подвели дорогу. В 1980-е годы в селе было более 14 000 голов мелкого рогатого скота, около 250 голов крупного рогатого скота, 150 лошадей. В настоящее время насчитывается: КРС — 190, МРС — 1650, лошадей — 3.
В селе есть основная школа, КФХ «Гдым-су», клуб, библиотека, фельдшерско-акушерский пункт.

## Достопримечательности
Мечеть XIX века, старинная горская архитектура, водопады, горные ландшафты.